# 宝应学宫
33°14′01″N 119°18′25″E / 33.23358°N 119.30692°E
宝应学宫，位于江苏省扬州市宝应县安宜镇小新桥巷25号古城景区。1990年9月，宝应学宫被公布为宝应县文物保护单位。2019年3月20日升格为第八批江苏省文物保护单位。

## 沿革
宝应学宫始建于宋朝嘉定年间，两度被毁，后经明朝清朝期间不断重建、增建，它也是元、明、清三朝设立专供生员读书的学校。学宫坐北朝南、第一进是戟门，第二进是大成殿，第三进是明伦堂。其中大成殿是明朝建筑，为歇山顶，屋面为小青瓦，面积280平方米。明伦堂为清朝建筑，硬山顶。1990年9月，宝应学宫被公布为宝应县文物保护单位。1992年，宝应县政府筹资修复了大成殿。2004年至2007年，当地政府重建恢复棂星门、戟门等地。目前大成殿、明伦堂为画川中学使用。2015年，重新修缮布展，并于2016年9月竣工。